# Rotonda di San Tomè
La Rotonda di San Tomè, o solo San Tomè come è più generalmente nota, si trova nel territorio del comune di Almenno San Bartolomeo, soggetta canonicamente dalla parrocchia di San Bartolomeo di Tremozia, in provincia di Bergamo.
Si tratta di un edificio ecclesiale a pianta circolare in stile romanico risalente alla prima metà del XII secolo, dedicato a san Tommaso.

## Lo scenario storico

### Il Lemine

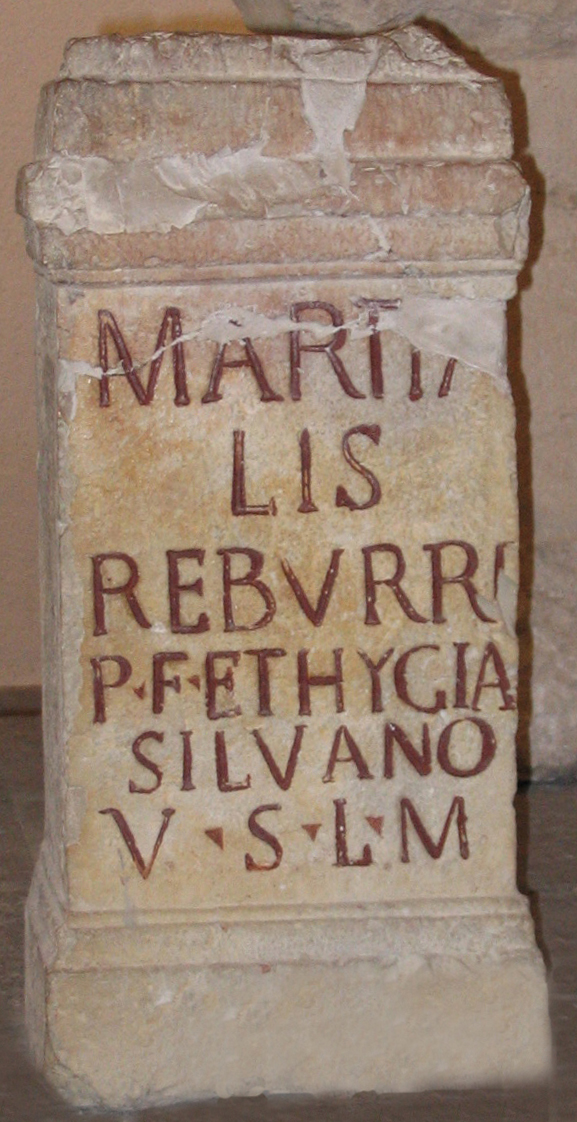
Ara al dio Silvano
Lemine, I sec.d.C.
Bergamo, Museo archeologico

Il territorio su cui sorge la rotonda faceva parte di un ben più ampio comprensorio, denominato Lemine, abitato già in epoca precristiana dai Galli Cenomani, tradizionali alleati di Roma di cui acquisirono la cittadinanza nel 49 a.C..

Il Rotulum decimarum del 1353 precisava l'ubicazione della Rotonda all'interno del Lemine: 
()
Sviluppatosi sulla sponda occidentale del Brembo, il Lemine comprendeva la Val Brembana fino al confine con la Val Taleggio, la Valle Imagna, quindi si incuneava a sud nella cosiddetta Isola bergamasca, tra l'Adda e il Brembo, fino all'attuale territorio di Brembate.
In questo territorio, i romani lasciarono tracce notevoli della loro presenza; il Lemine era infatti importantissimo per l'aspetto strategico, percorso dalla strada militare che collegava Bergamo a Como, parte terminale di quella che univa il Friuli alle regioni retiche.
Questa strada scavalcava il fiume Brembo, proprio nelle vicinanze dell'area di San Tomè, con un ponte i cui resti ne lasciano tuttora immaginare le imponenti dimensioni.
Del ponte crollato a più riprese nel corso dei secoli non sono rimaste che scarse tracce e una memoria popolare che lo ha attribuito ai Longobardi, tanto da essere comunemente conosciuto come il Ponte della Regina, in questo caso Teodolinda.
È comune fra la gente del posto che quasi tutto quanto sappia di antico venga attribuito all'epoca longobarda e molto spesso alla loro regina più famosa. Questo accade anche per il Priorato di Sant'Egidio, per la Basilica di Santa Giulia e per altri monumenti di epoca più tarda.
Della presenza romana sono rimasti molti altri reperti archeologici il più significativo dei quali è un'ara dedicata al dio Silvano ritrovata nel territorio almennese.
Altri reperti, alcuni di fattura pregiatissima come una Venere mutila, un torso maschile, una testa d'efebo, numerosissime steli funerarie e are votive testimoniano la presenza nella bergamasca di una comunità romana numerosa, strutturata e non soltanto militare.
Le comunità che via via si erano succedute dopo quella romana, eredi di questa ma anche di quelle che inevitabilmente erano state attratte e avevano ruotato attorno ad essa, erano state duramente afflitte da guerre e da pestilenze.
Le genti sopravvissute, disperse sul vasto territorio di Lemine privo di centri abitativi definiti, costituirono delle vicinie dalle quali sono quasi sempre derivati gli attuali centri urbani. Fu così che, nel medioevo, il Lemine divenne un comprensorio territoriale scarsamente abitato.

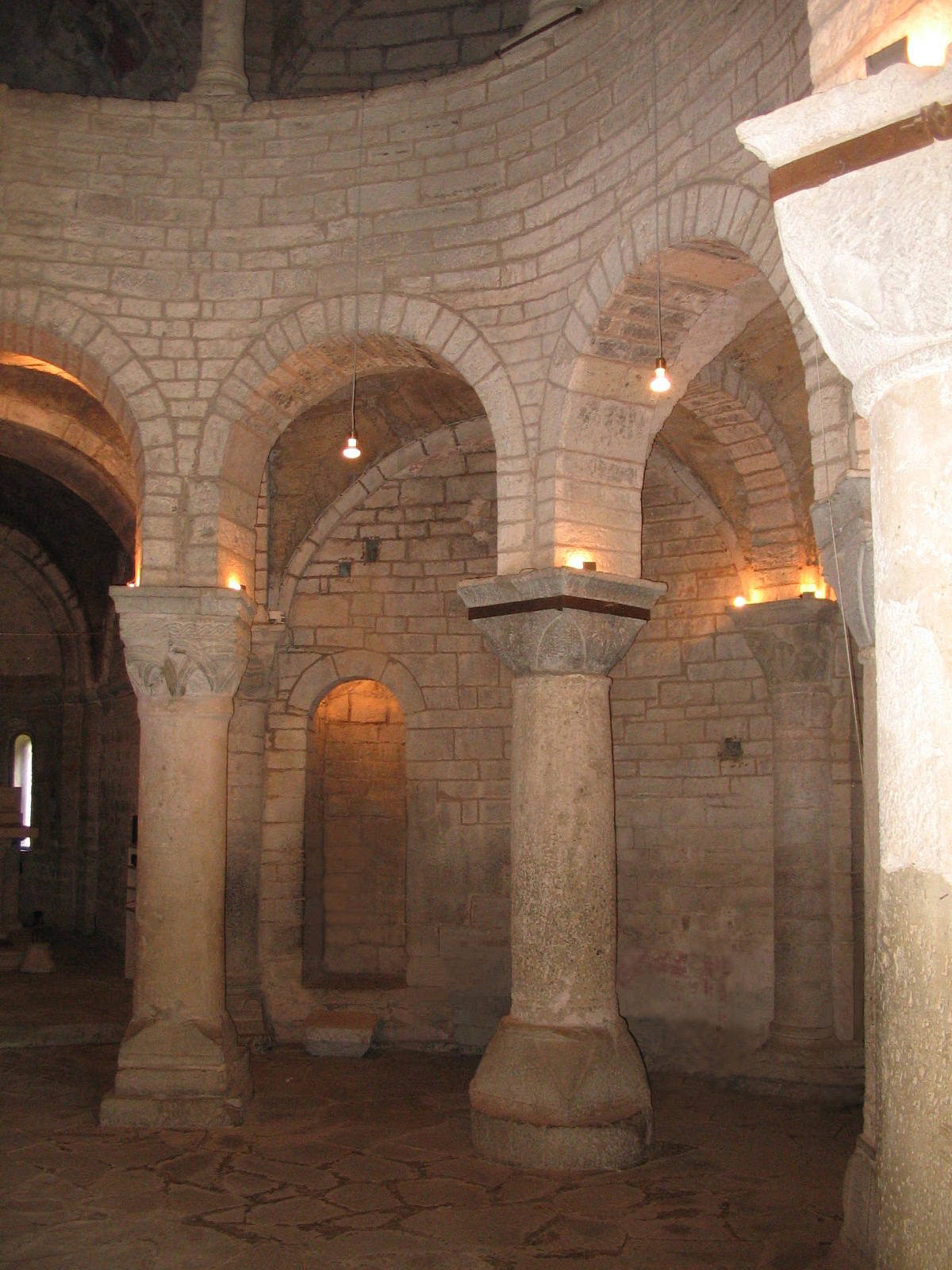
Al matroneo

Con la conquista longobarda, il Lemine divenne una corte regia molto importante sia per avere ospitato alcuni re longobardi sia per essere stata, nella prima fase del consolidamento del potere longobardo, un crocevia militare di notevole valenza politica.

È proprio di questo periodo, la seconda metà del VII secolo, la prima citazione del toponimo Lemine, in un atto del re Astolfo: 
()
 L'atto di Astolfo certifica anche l'esistenza della corte regia, mentre il toponimo Lemine sarà sempre più documentato nelle diverse varianti che porteranno poi a quelle di Almenno, Almé e così via.
Dopo la caduta del regno longobardo il comprensorio di Lemine passò ai nuovi dominatori franchi, prima come possesso imperiale fino all'892 poi come feudo dei conti di Lecco, l'ultimo dei quali, Attone, lo lasciò dopo la sua morte (975 all'episcopato di Bergamo; le modalità di quest'ultimo passaggio non sono chiare.

### Il periodo comunale
San Tomè seguì, subendole, le vicissitudini storiche che portarono alla nascita del comune di Lemine avvenuta il 3 marzo 1220 quando il vescovo Giovanni Tornielli rinunciò ai diritti di vassallaggio e ad ogni interferenza nell'elezione degli organi comunali, riconoscendo così l'autonomia della comunità a cui cedette la propria giurisdizione.
Il XIII secolo fu il periodo di maggiore splendore della rotonda, che attrasse grande affluenza di fedeli e generose donazioni, mentre il XIV secolo segnò l'inizio della sua decadenza.
Le lotte tra guelfi e ghibellini che afflissero il comune di Lemine durante il Trecento e che portarono alla sua divisione nei comuni di Lemine Superiore e Lemine Inferiore colpirono anche San Tomè.
I contrasti fra le contrapposte fazioni comportarono la lenta diminuzione del numero dei fedeli di San Tomè fino ad arrivare alla loro quasi scomparsa dopo la distruzione di Lemine Inferiore dovuta al podestà di Bergamo, Gritti, 13 agosto 1443.
Solo il XX secolo avrebbe fatto riscoprire e rinascere la rotonda come importante opera d'arte dell'architettura romanica bergamasca, frutto di quella devozione popolare che produsse altri capolavori romanici come la Chiesa di San Giorgio in Lemine, solo per citarne il più emblematico.

### La fondazione
Non c'è una certezza storica in merito alla datazione della Rotonda di San Tomè.

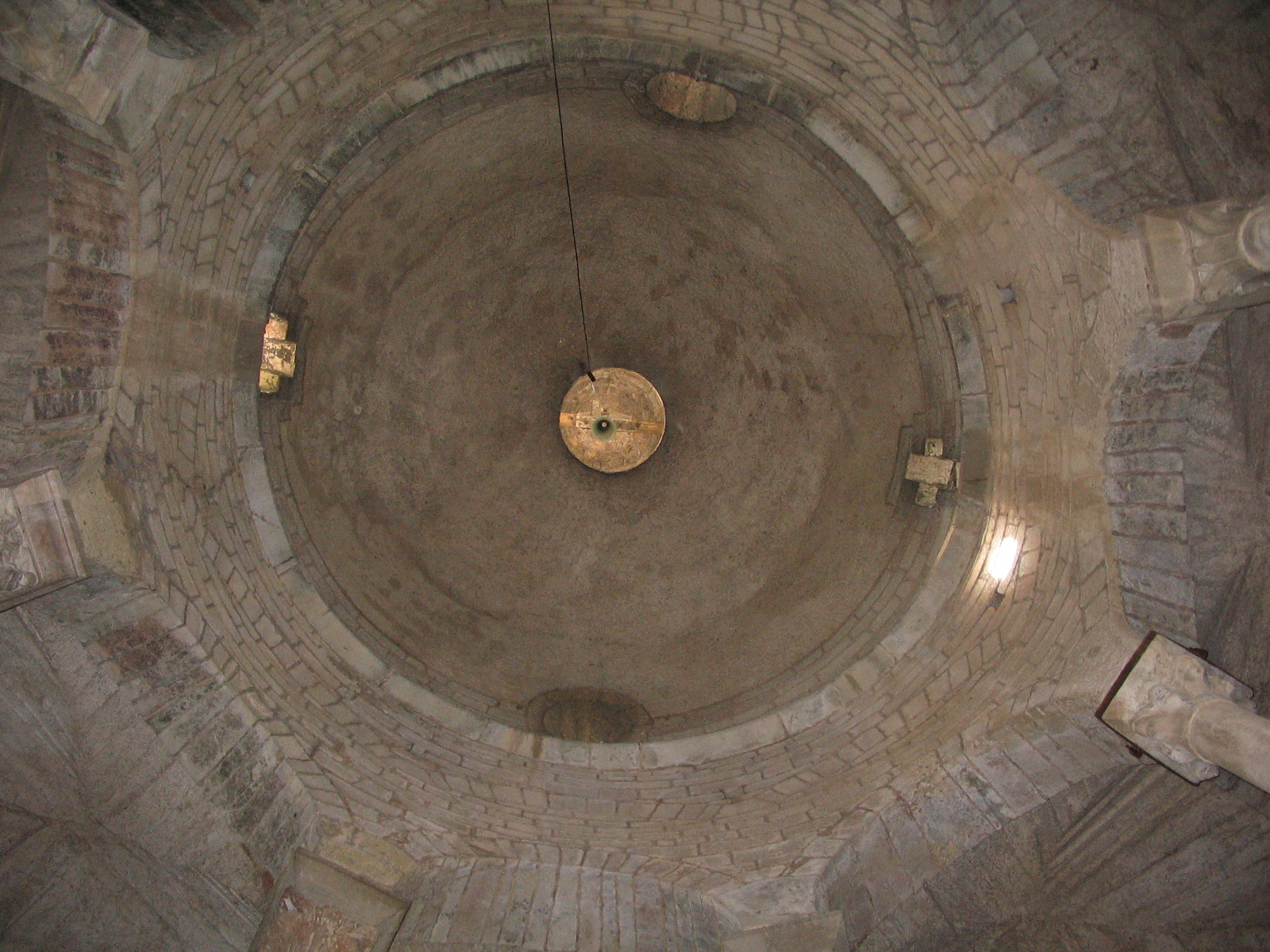
Matroneo e lanterna

Alcuni studiosi hanno ritenuto che la chiesa poggiasse sui resti di un antico tempio romano a motivo di alcuni imponenti porzioni di muro che avrebbero potuto costituirne parte delle fondazioni. Ipotesi questa che è stata contraddetta da recenti ricerche archeologiche, anche se la zona ha certamente vissuto una notevole presenza romana.

Altri l'hanno fatta risalire al periodo longobardo, forse a Teodolinda; altri ancora hanno propeso per il successivo periodo franco.

Si è concordi invece nel ritenere che in epoca franca, sotto i conti di Lecco, signori del territorio, sia stato costruito un primo edificio ecclesiale di forma rotonda che alcuni elementi architettonici, riutilizzati nella sua seconda ricostruzione, datano attorno al X secolo.
Non aiuta, per la datazione, la sua architettura che fra l'altro ha subito notevoli rimaneggiamenti e una ricostruzione tra la fine dell'XI secolo e l'inizio del XII. La sua struttura circolare, il suo sviluppo verticale e concentrico, la sua somiglianza con il Duomo vecchio di Brescia piuttosto che con il battistero di san Giovanni di Arsago Seprio ne escludono una datazione antecedente l'anno 1000.

### La ricostruzione

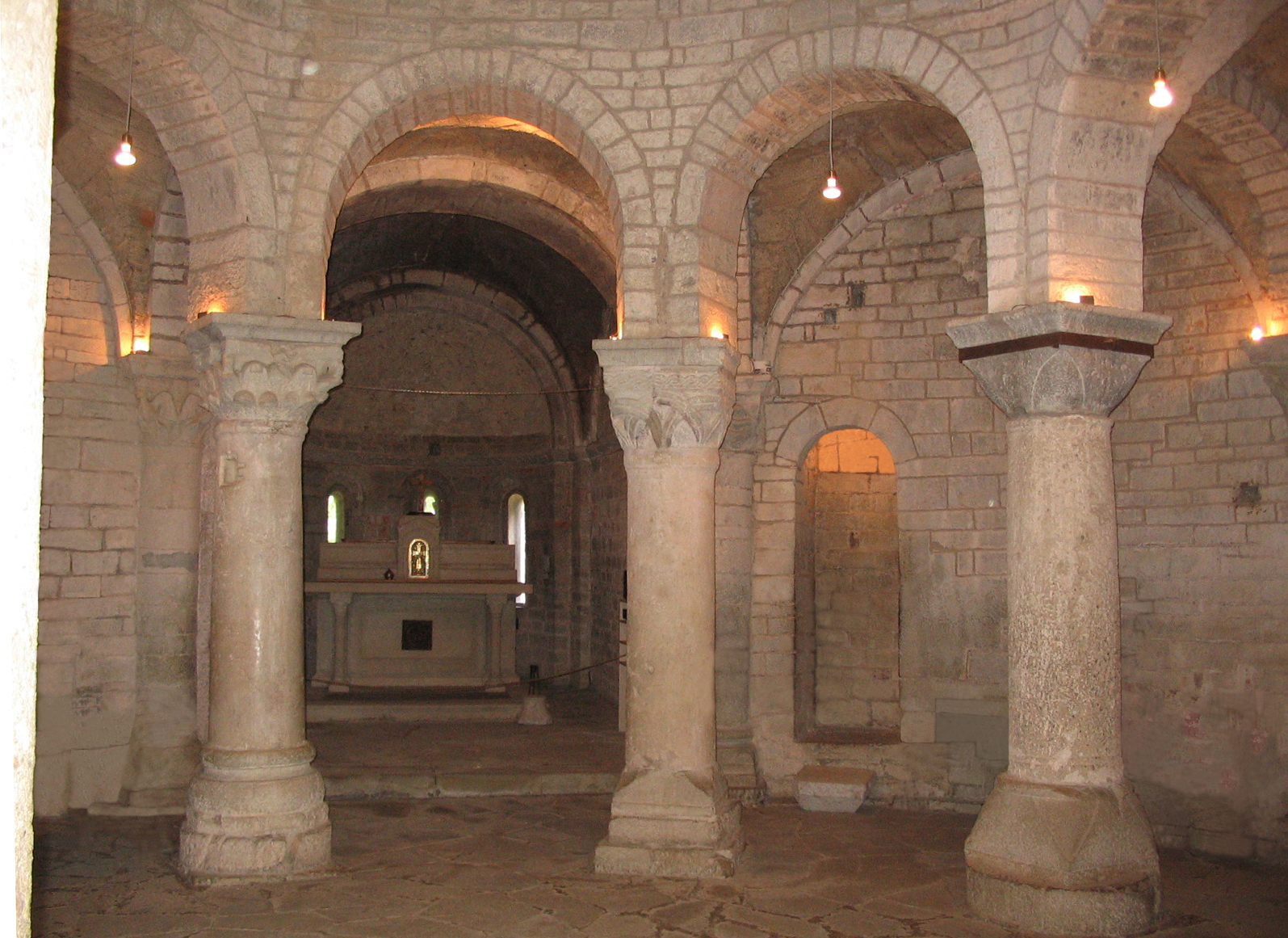
Interno, vista sull'abside

Il trascorrere del tempo, in un'epoca particolarmente tumultuosa, la probabile disattenzione dei fedeli pressati da altre urgenze e, non ultima, la tecnica di costruzione piuttosto primitiva contribuirono al degrado della primitiva chiesa attribuita al periodo franco.
Tale degrado doveva essere così grave all'alba del XII secolo da spingere il Vescovo di Bergamo alla ricostruzione ex novo del tempio, utilizzando le fondazioni del precedente e tutti quei materiali il cui stato ne consentiva il recupero, come le colonne ed i capitelli che furono riutilizzati nel piano terra della Rotonda. 
Si può facilmente osservare come queste colonne siano state allungate, per adeguarle al nuovo progetto, appoggiandole su capitelli capovolti che così ne costituiscono la base, o inserendovi porzioni di altre colonne con un risultato scenografico di grande bellezza, eleganza ed imponenza al tempo stesso.
Non si hanno documenti storici da cui ricavare la data certa di questa ricostruzione, ma dall'analisi stilistica della sua architettura, dallo studio dei materiali usati e della tecnica costruttiva è stato indicato come il più probabile il periodo che intercorre tra il 1130 e il 1150.
Solo dopo il 1180 compaiono atti da cui si desume l'esistenza della Rotonda a quella data.

Verso la fine del XII secolo alla Rotonda furono aggiunti il presbiterio e l'abside creando all'esterno un gioco di volumi ascendenti che ne snelliscono e movimentano la struttura.

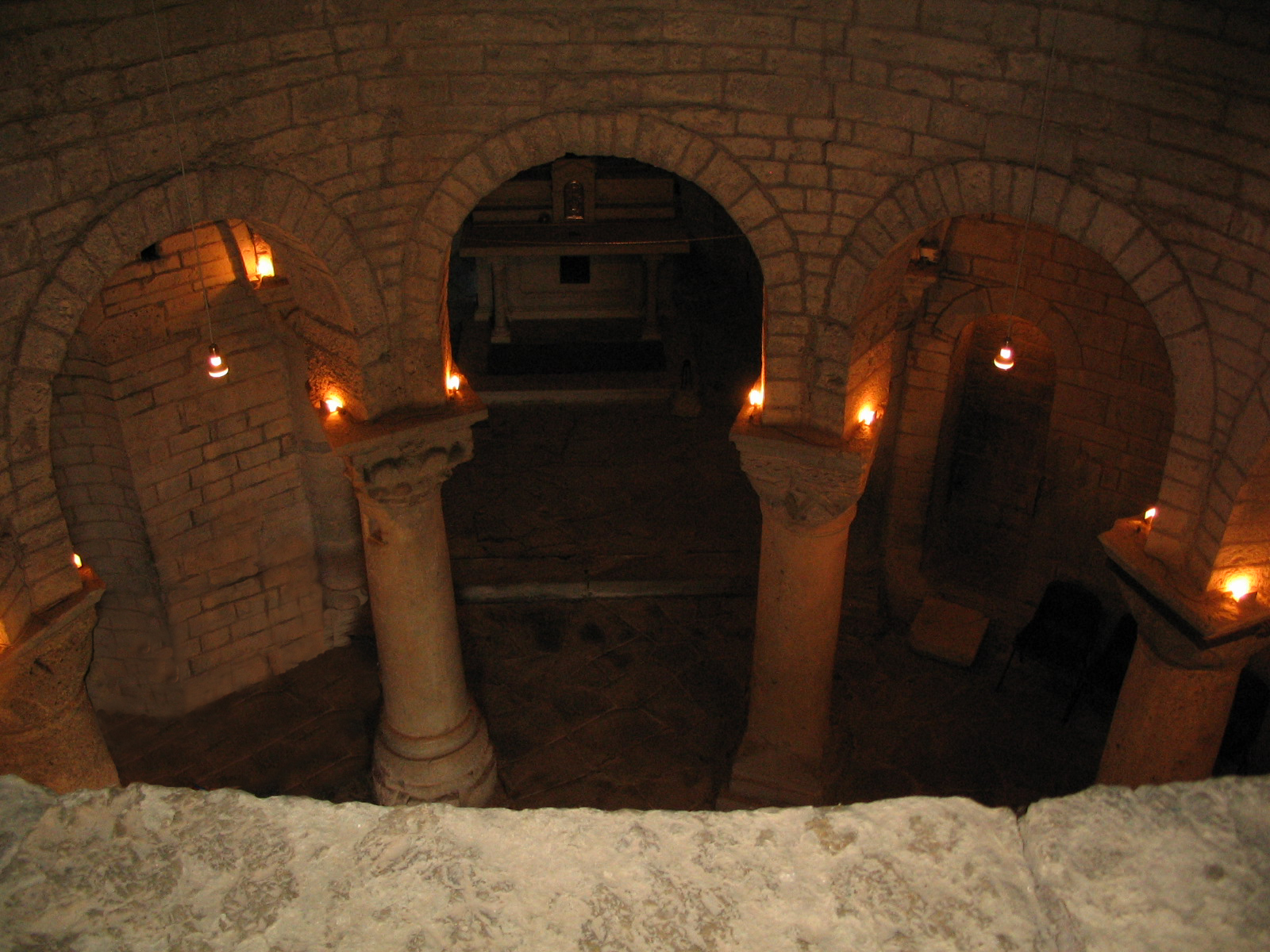
Vista dall'alto

### L'epilogo
Dopo l'incameramento del complesso di San Tomè, chiesa, convento e terreni da parte del Vescovo seguì un periodo d'incertezza e di abbandono.
I terreni, i beni più appetiti, furono dati in affitto ad affittuari a cui poco importava dell'edificio e che lo lasciarono nel più completo abbandono.
Vi fu un effimero tentativo dell'episcopato di salvare dal degrado San Tomè e il convento affidandoli a degli eremiti, ma con scarsi risultati. 
Si giunse così al 29 aprile 1536 quando l'episcopato vendette il complesso ecclesiale alla Prepositura di San Salvatore di Almenno.

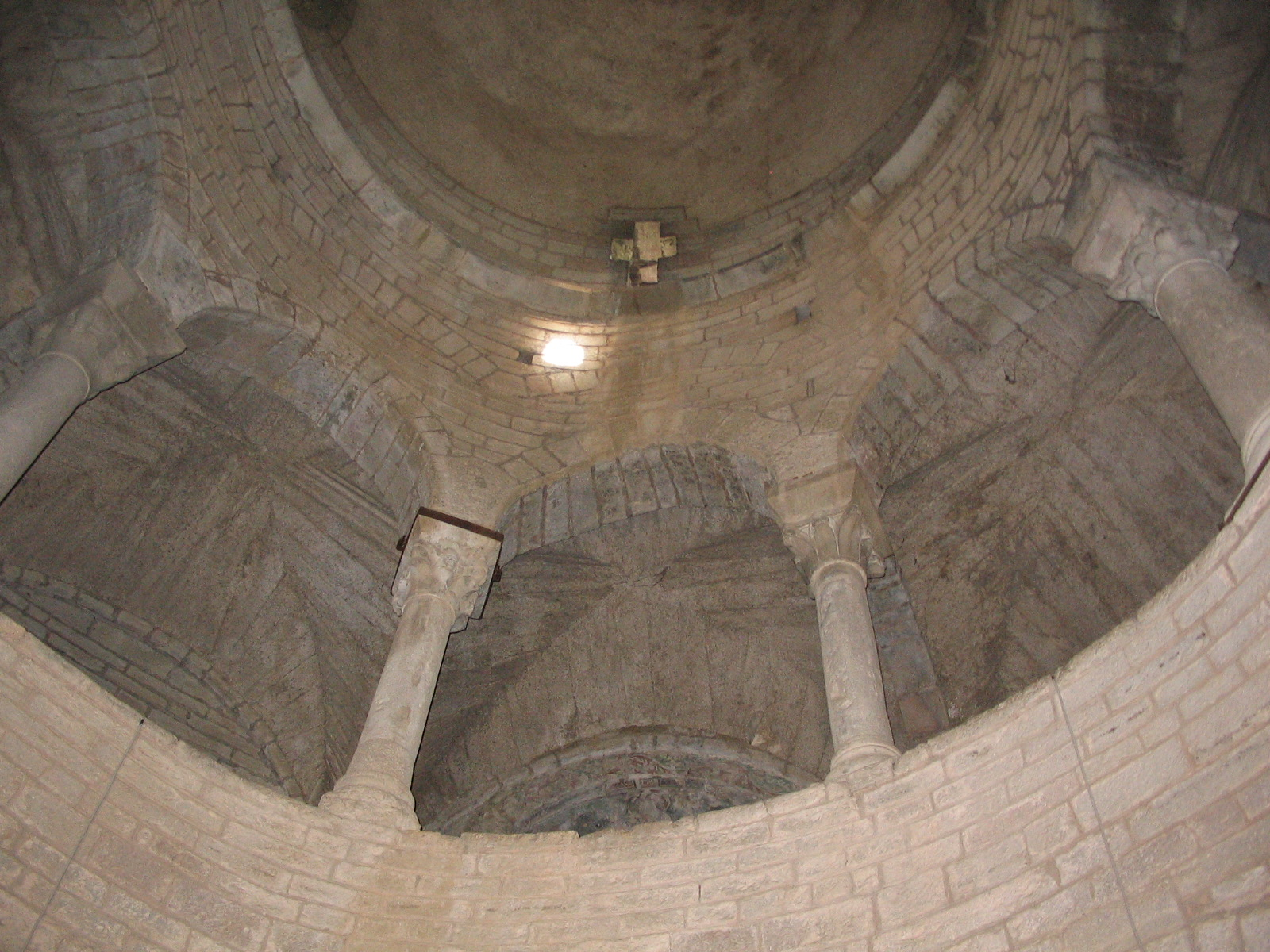
Il matroneo dal basso

### La lite
Il passaggio formale di San Tomè nella proprietà della prepositura di San Salvatore fu l'inizio di una lite plurisecolare.
San Tomè era stata precedentemente sottoposta alla giurisdizione canonica della parrocchia di San Bartolomeo pur rimanendo, tra alterne vicende, gestita di fatto dalla parrocchia di San Salvatore. L'atto di vendita che sanzionava questo stato di fatto costituì l'inizio di una lite che si sarebbe risolta solo nel 1907.
La situazione si aggravò maggiormente quando le due comunità che facevano riferimento rispettivamente alle parrocchie di San Bartolomeo e di San Salvatore furono giuridicamente suddivise, nel 1601, in due comuni separati, quello di Almenno San Bartolomeo e quello di Almenno San Salvatore.
L'autonomia non poteva non degenerare in campanilismo in presenza di una situazione oggettivamente bizzarra: una chiesa canonicamente dipendente da un ente era gestita di fatto da un altro ente.
Piccole ritorsioni e grandi gelosie portarono a manifestazioni popolari a volte violente e ad appelli alle massime autorità canoniche, compreso il Papa stesso.
Solo nel 1907, a più di tre secoli dal suo inizio, e con l'intervento diretto di Papa Pio X la lite si risolse: San Tomè rientrò nella gestione di fatto e di diritto della parrocchia di San Bartolomeo di Tremozia da cui tuttora dipende.

## Il monastero
Alla fine del 1100 e per iniziativa dell'episcopato di Bergamo, alla ricostruzione della chiesa di San Tomè seguirà la fondazione di un piccolo monastero femminile contiguo e unito alla chiesa stessa.
Il monastero avrebbe dovuto assolvere, oltre all'esigenza di un luogo di preghiera e di rifugio femminile, alla custodia e alla manutenzione della chiesa.
Anche in questo caso non si ha una datazione certa, ma solo presunta; l'unica data sicura è quella riportata in un documento del 1203 che ne testimonia l'esistenza, ricavando quindi che la sua costruzione era necessariamente antecedente, forse contemporanea a quella del presbiterio e dell'abside. 

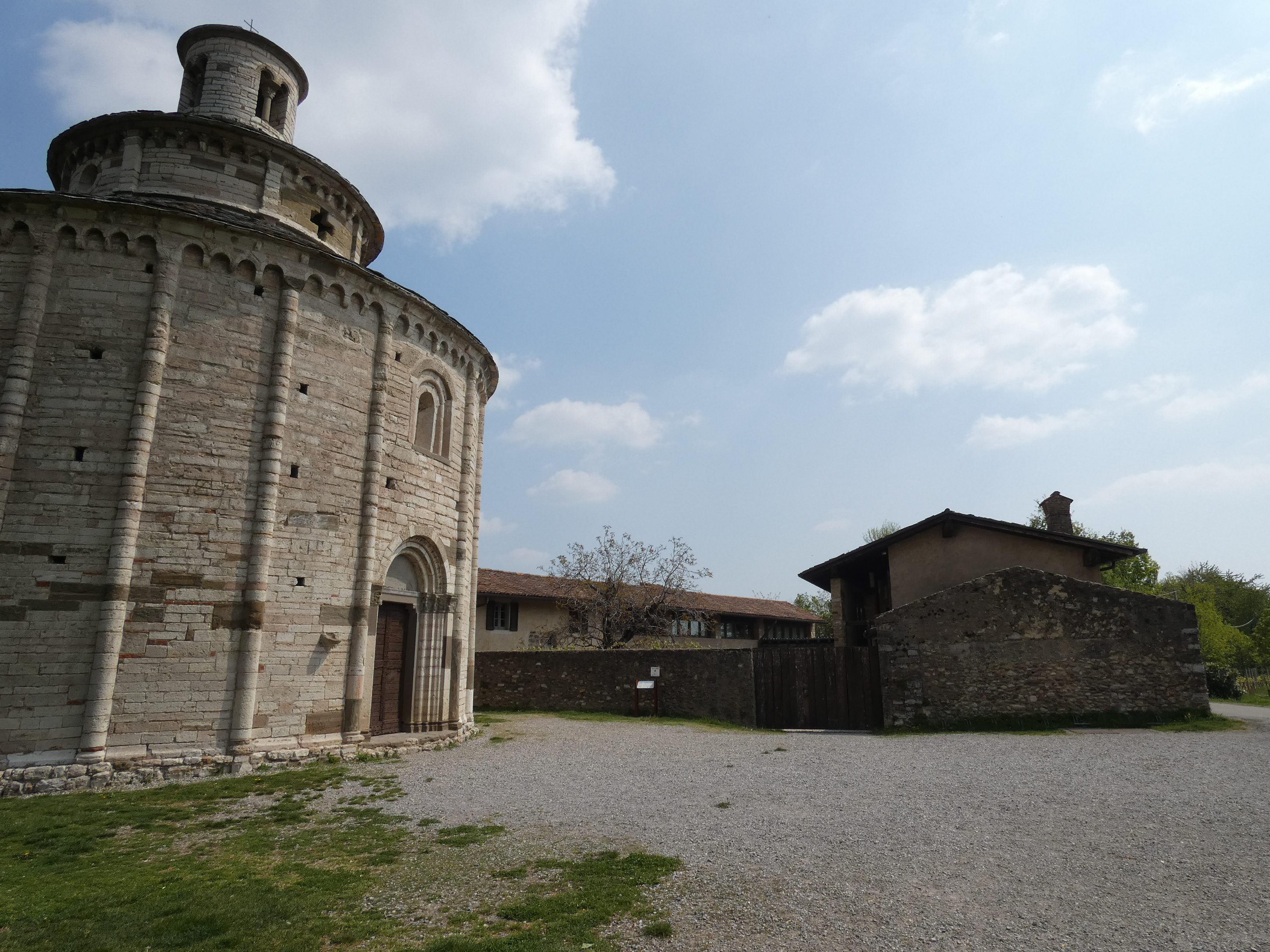
Ex-monastero e attuale sede della Fondazione Lemine

Il convento ospitò monache di provenienza locale appartenenti alla classe sociale medio-alta e qualcuna alla nobiltà di Bergamo. Il monastero, sempre sottoposto all'autorità e al controllo episcopale, ebbe una vita alquanto travagliata specialmente nel XIV secolo, con scandali di ordine morale e finanziario che ne minarono la credibilità. Lentamente ma inesorabilmente iniziò la decadenza del complesso, accelerata anche dalle lotte tra guelfi e ghibellini che infuriavano nel territorio coinvolgendo San Tomè e il suo monastero.
Il complesso monastico cessò di esistere come istituzione nel luglio del 1407, quando venne soppresso. I suoi beni furono incamerati dal vescovo e assegnati ad un mezzadro: la chiesa ebbe una destinazione agricola e sui resti dell’antico cenobio venne costruito, a partire dal Seicento, un cascinale con fienili e stalle.
Nel 1990 il Comune di Almenno San Bartolomeo acquistò l’ex-monastero e il 15 dicembre 2001, un anno dopo il restauro dell’edificio, questo venne inaugurato come sede dell’Associazione denominata “Antenna europea del Romanico”,  organismo scientifico internazionale dedicato alla raccolta, rielaborazione e circolazione delle conoscenze inerenti al Romanico.
Dal 1º gennaio 2018 l’Antenna Europea del Romanico è gestita, sotto il profilo amministrativo, dalla Fondazione Lemine, la quale ha mantenuto la sede presso l’edificio rurale e utilizza i locali dell’ex-monastero per la gestione e promozione turistica della Rotonda di San Tomè, nonché della Chiesa di San Giorgio in Lemine e dei complessi monumentali della Madonna del Castello e di Santa Maria della Consolazione.

## L'architettura
San Tomè è uno dei più notevoli esempi di architettura romanico-bergamasca con caratteri stilistici evoluti, anche se propri e tipici di tutto il romanico.
Si tratta di una costruzione a pianta circolare e a struttura piramidale formata da tre volumi cilindrici concentrici sovrapposti e digradanti, opera di artigiani sapienti e informati dei movimenti artistici che attraversavano l'Europa dell'epoca, capaci tuttavia di mantenere una propria autonomia espressiva tale da rendere la rotonda un'opera unica nel panorama romanico italiano.

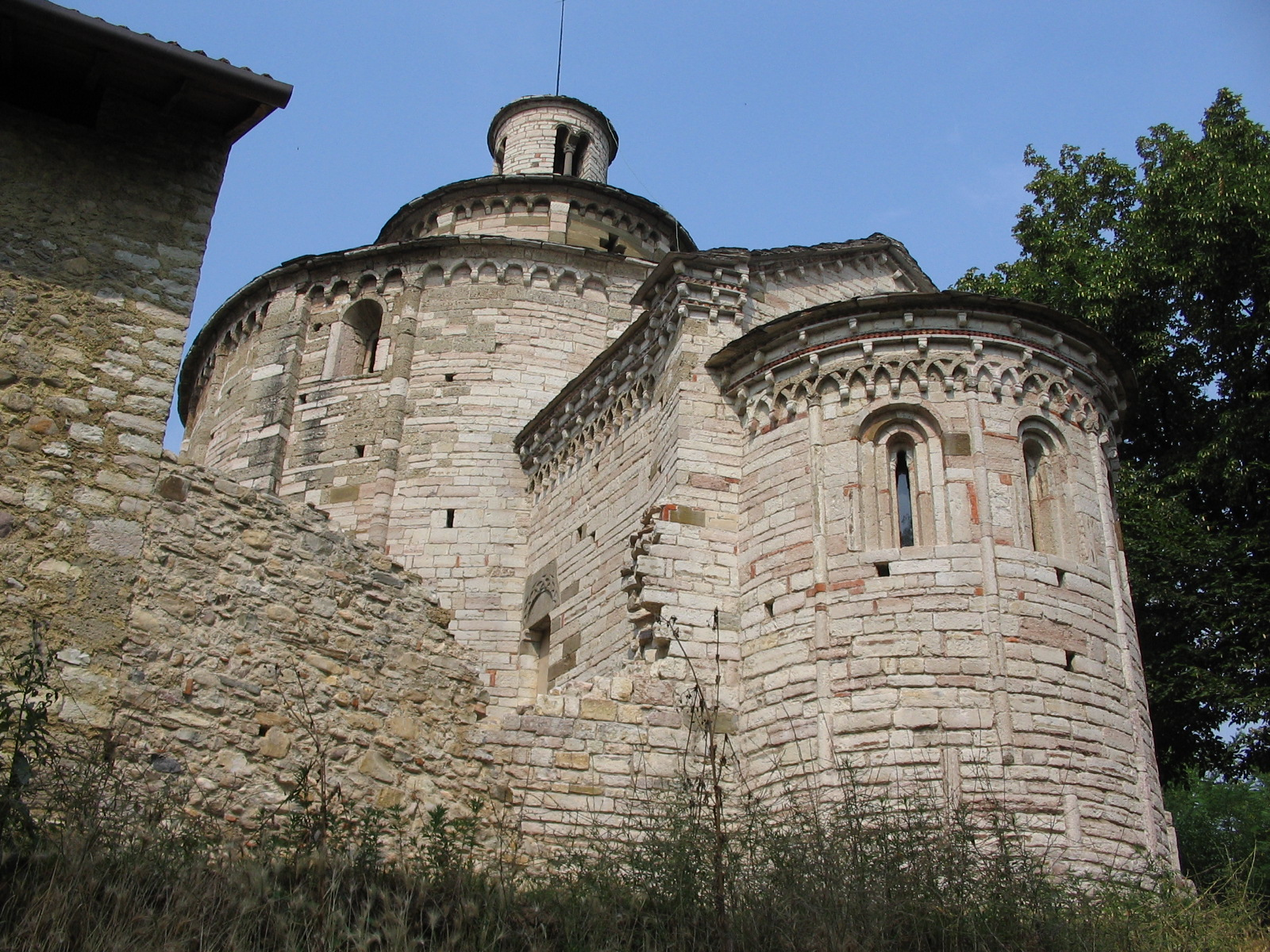
Gioco di volumi

La rotonda, che richiama nella struttura, pur differenziandosene, la cappella Palatina di Aquisgrana, il battistero di Arsago Seprio, la Rotonda di San Lorenzo di Mantova o il Duomo Vecchio di Brescia, suggerisce una sensazione di eleganza e di leggerezza a cui contribuiscono le nervature verticali, delle semicolonne sul primo corpo, che ad intervalli quasi regolari ne scandiscono e slanciano la superficie esterna.
Il gioco delle ombre creato da queste nervature conferisce all'edificio un aspetto quasi teatrale che si inserisce in un paesaggio campestre, alla sommità di un pendio boscoso, fiancheggiato da filari di alberi cui fa da quinta, in lontananza, la corona delle Orobie in una sorta di magica e surreale sovrapposizione di fondali, di toni, di contesti.
La parete esterna del secondo volume, il matroneo, è alleggerita da lesene piatte, mentre quella del terzo, la lanterna, non presenta sporgenze ma quattro eleganti bifore contrapposte che ne sottolineano la leggerezza.

Dalla parte posteriore della rotonda fuoriescono il presbiterio rettangolare e l'abside semicircolare, 
()
L'insieme, presbiterio e abside, innervato nella parte orientale della rotonda, secondo la più diffusa tradizione romanica restituiscono un effetto plastico di grande armonia architettonica.
Le pareti, incorniciate nel sottogronda da una ornatura ad archetti nei primi due volumi della rotonda, ad archetti intrecciati nell'abside e nel presbiterio, presentano delle finestrelle e delle feritoie che oltre a snellire la struttura ne costituiscono efficaci sorgenti di luce.
L'interno del primo corpo è caratterizzato da otto colonne che seguono un percorso circolare creando due spazi concentrici con degli effetti chiaroscurali di particolare fascino; la parete circostante è scandita da nicchie che ne muovono lo sviluppo in un magico gioco d'ombre esaltato da semicolonne su cui poggiano eleganti capitelli; vi è anche traccia di un affresco ancora leggibile.
()

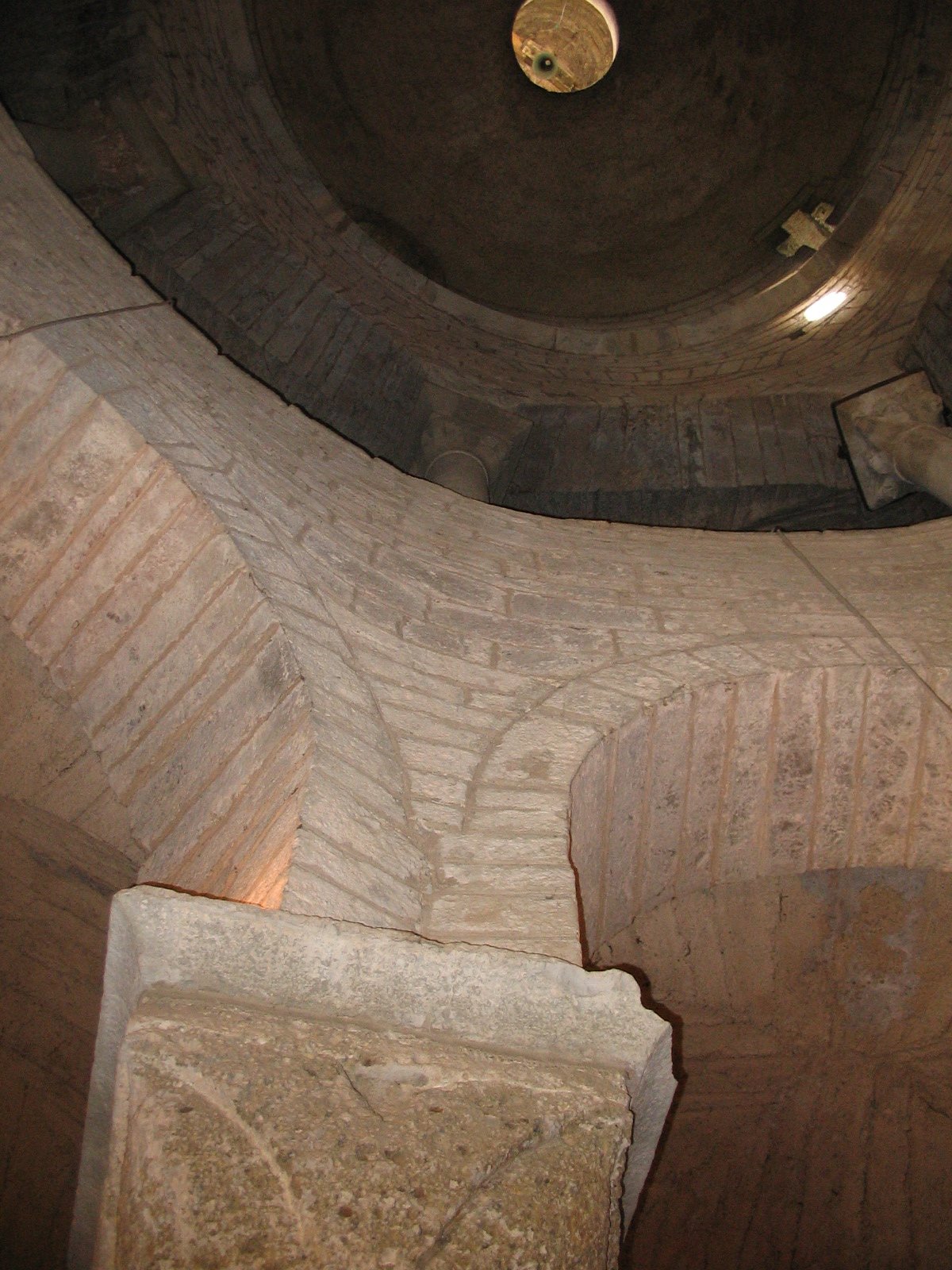
Matroneo, cupola e lanterna

Il matroneo, il corpo superiore, presenta anch'esso otto colonne, sovrastanti quelle inferiori, che creano un corridoio circolare, il deambulatorio, che si affaccia sul vuoto centrale del corpo inferiore.
Alcune tracce di affreschi piuttosto degradati ingentiliscono l'absidiola del matroneo.
L'affresco, di anonimo, raffigura un'Annunciazione ed è racchiuso in una mandorla che copre la parte interna della semicupola dell'absidiola. Dio, al centro e in posizione dominante, campeggia la scena mentre si svolge il dialogo fra l'Angelo e la Vergine in una narrazione permeata da rustica vivacità e da attenzione per il particolare. Si tratta di un'opera, probabilmente trecentesca, dai colori vivi e dalla descrizione vivace e realistica, che testimonia la devozione popolare verso la Vergine: tema piuttosto comune e diffuso nell'iconografia religiosa dell'epoca nel territorio.
La stessa devozione emerge dai lacerti di affresco rinascimentale che, a lato del portale d'ingresso, raffigura una Madonna col Bambino.

### I capitelli
La decorazione della rotonda, prevalentemente di tipo scultoreo, è costituita dalle colonne che suddividono le aree del corpo principale e del matroneo, dalle mezze colonne appoggiate alle pareti interne e dalle nicchie inserite nelle pareti stesse.
|  |  |
|  |  |

Molto belli e splendidamente scolpiti i capitelli delle colonne di entrambi i corpi, come quelli che concludono le mezze colonne e le lesene piatte disposte sulle pareti.
I motivi ornamentali prevalenti dei capitelli che definiscono il deambulatorio del corpo inferiore sono di tipo geometrico, una rivisitazione locale di archetipi decorativi longobardi da cui si discostano alcuni capitelli di tipo corinzio e figurato appoggiati alla parete.
Il linguaggio decorativo di questi capitelli del VII-VIII secolo, nonché la loro essenzialità geometrizzante si ritrovano anche nel romanico milanese proprio delle chiese di Sant'Ambrogio o Sant'Eustorgio oltre che in altri monumenti bergamaschi come la Basilica di Santa Giulia.
I capitelli del matroneo, databili al XII secolo, sono diversi uno dall'altro e variamente scolpiti con figure zoomorfe, umane e geometriche; essi presentano inoltre una maggiore varietà decorativa e una più ricercata fattura stilistica.
Alcuni di questi sono aniconici mentre altri rappresentano figure bibliche o simboli evangelici che richiamano quelli scolpiti sull'ambone romanico della pieve di Almenno San Salvatore.

### La luce
La diffusione e distribuzione della luce all'interno della rotonda diventano elemento decorativo teso a esaltare gli apparati architettonici che fungono da proscenio alle funzioni liturgiche.
La proiezione delle ombre portate dalle colonne e la scelta delle aperture rispondono a un disegno tipico dell'architettura romanica attenta ai cicli solari nelle diverse stagioni, nei diversi luoghi, nelle diverse ore: la monumentalità dell'edificio è esaltata dai giochi di luce che la scansione del tempo crea.
Sul tutto svetta la lanterna circolare da cui piove all'interno una luce quasi mistica che attira lo spettatore al centro della rotonda.
In occasione degli equinozi un raggio di sole attraversa la rotonda e illumina il tabernacolo posto nell'abside creando così uno spettacolo affascinante e magico in cui le colonne sembrano muoversi come muti officianti.

Particolari artistici
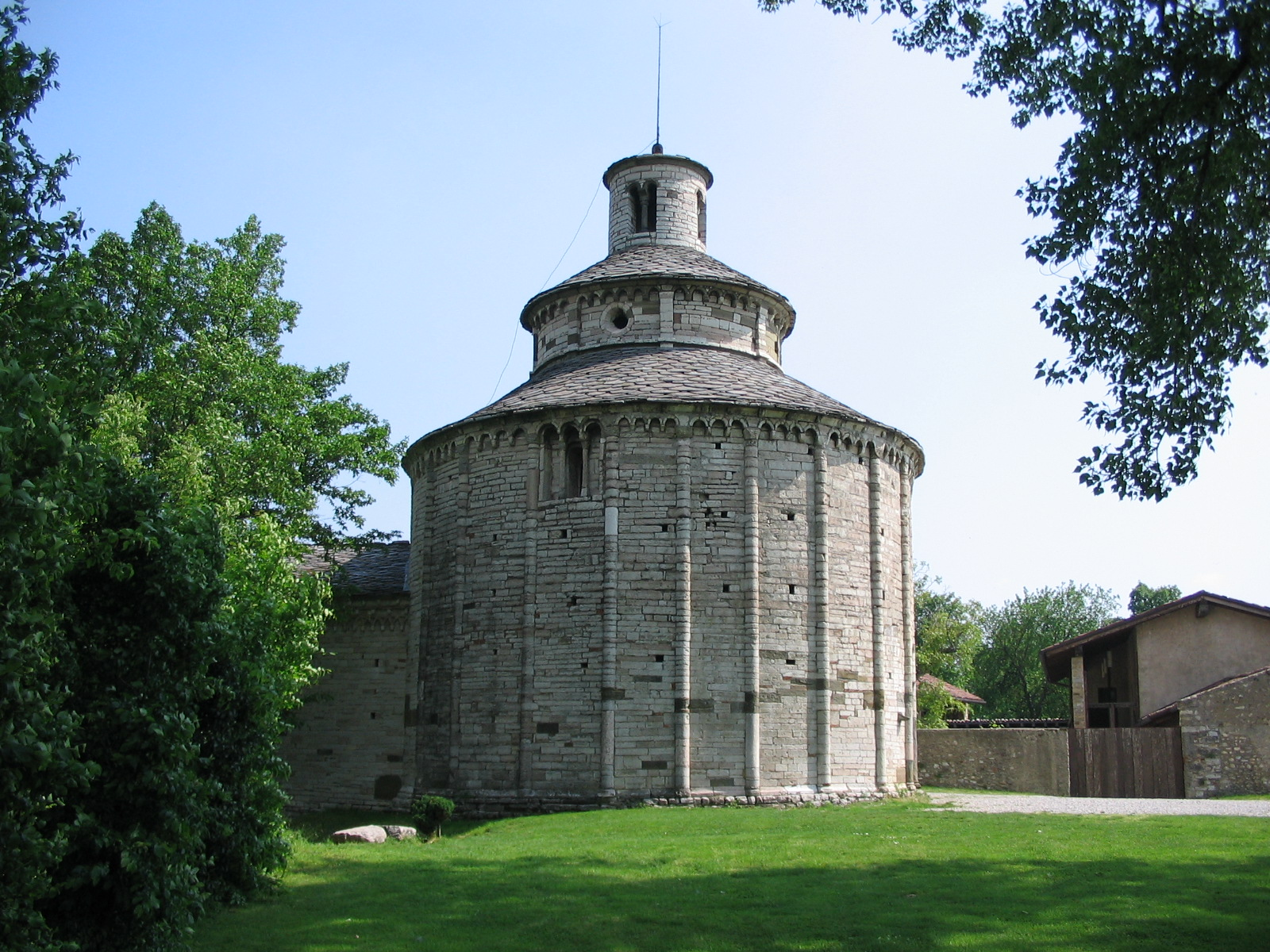
Vista da ovest
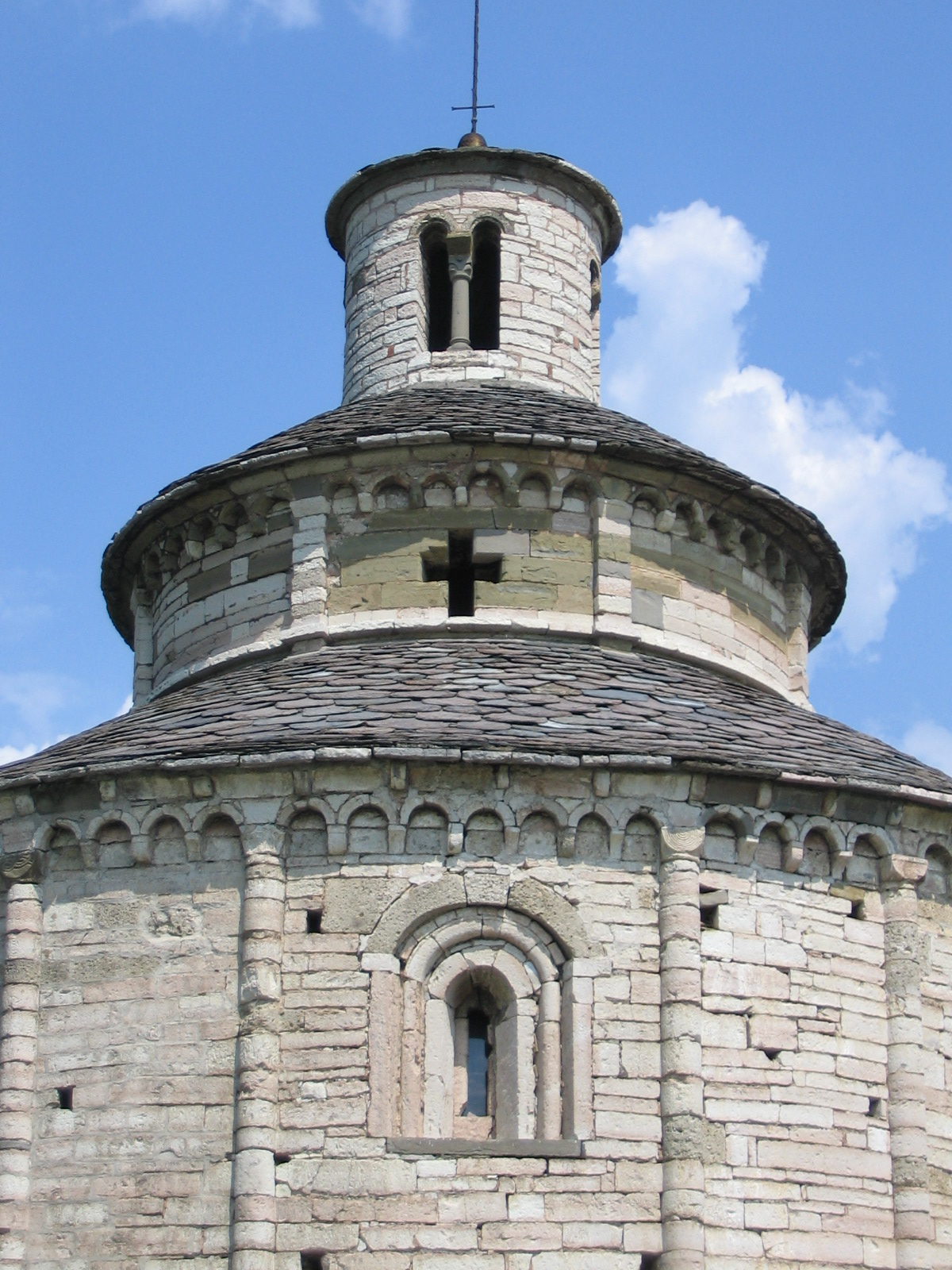
I tre volumi
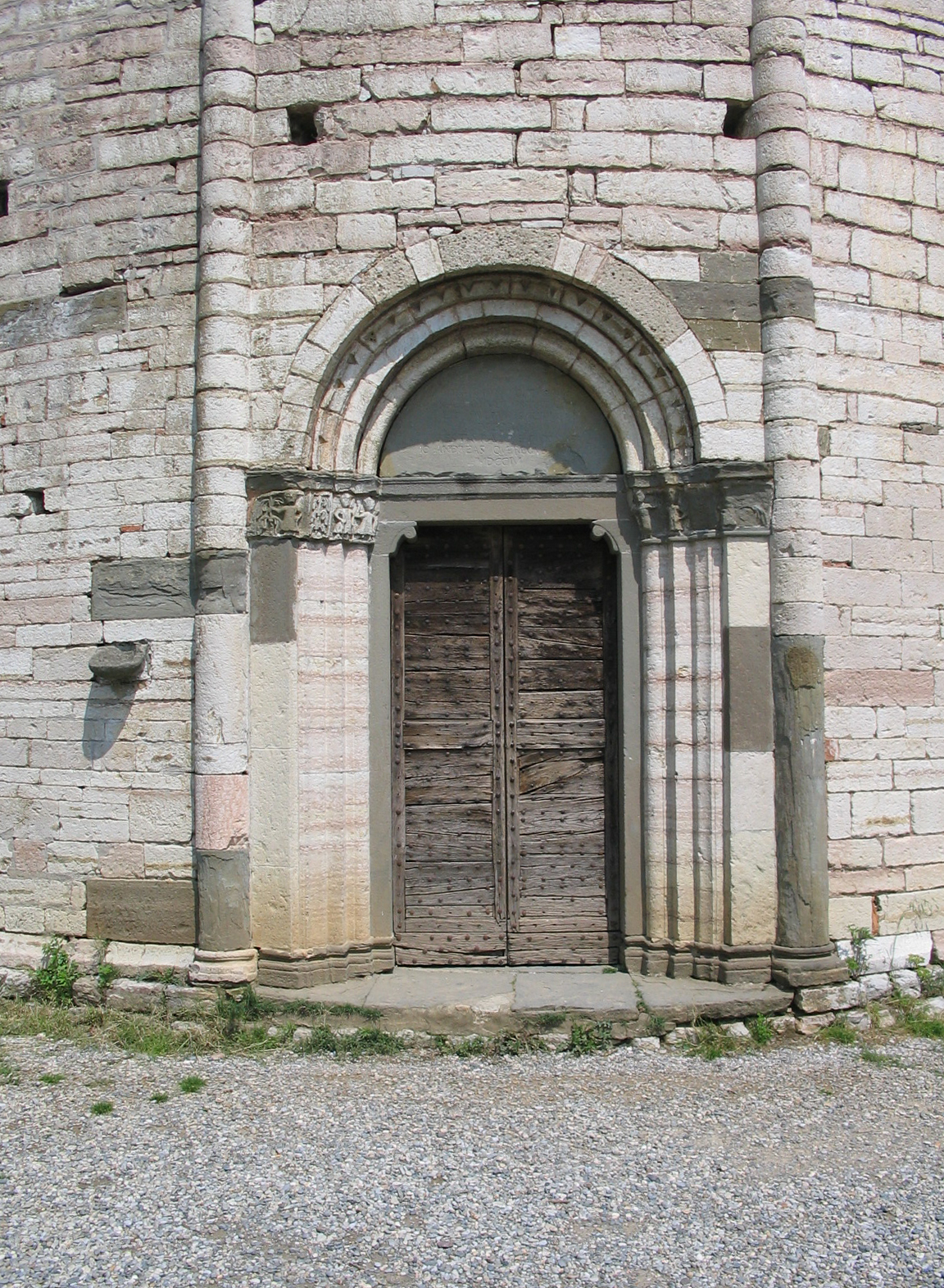
Il portale d'ingresso
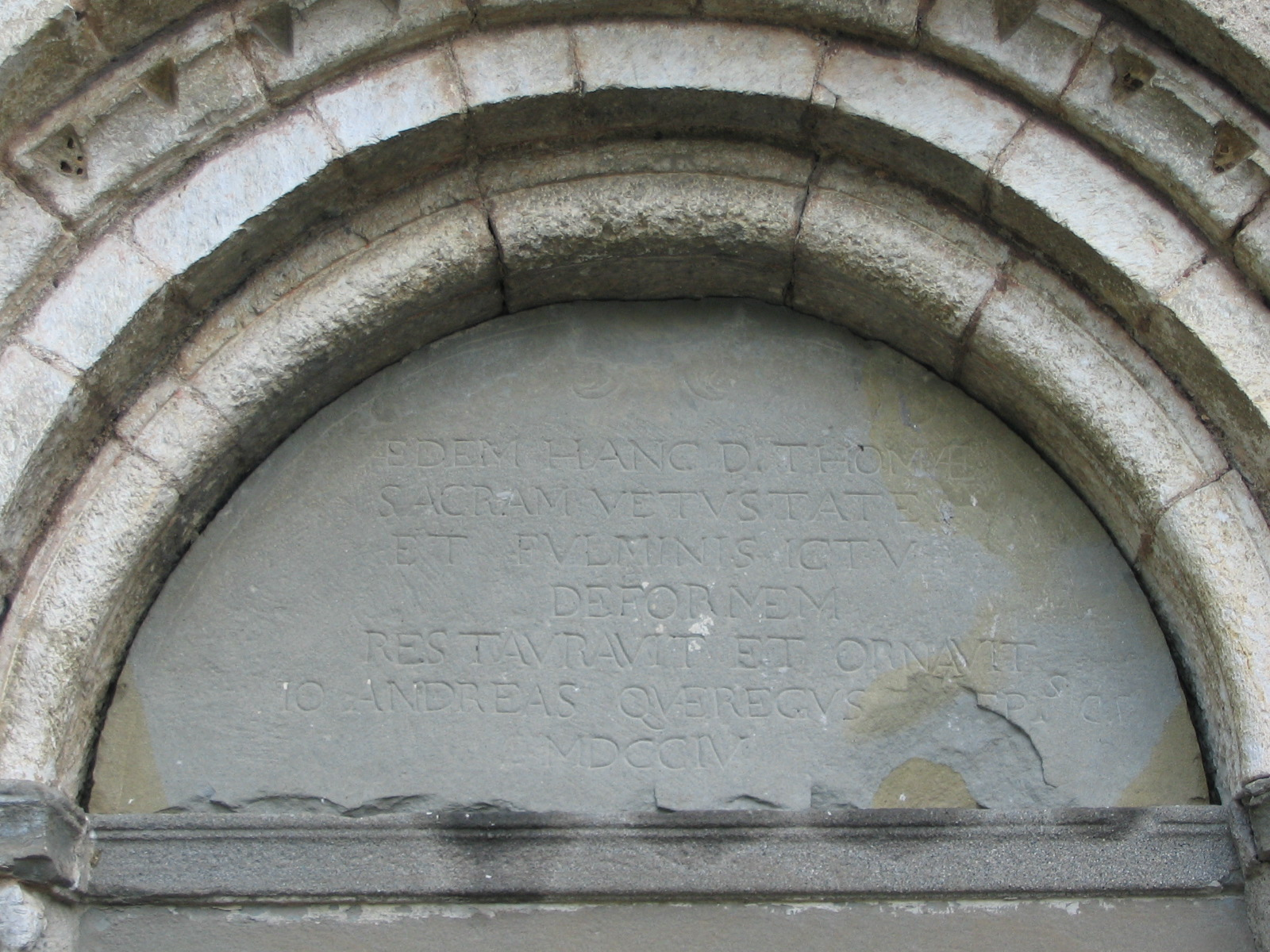
Lunetta sul portale
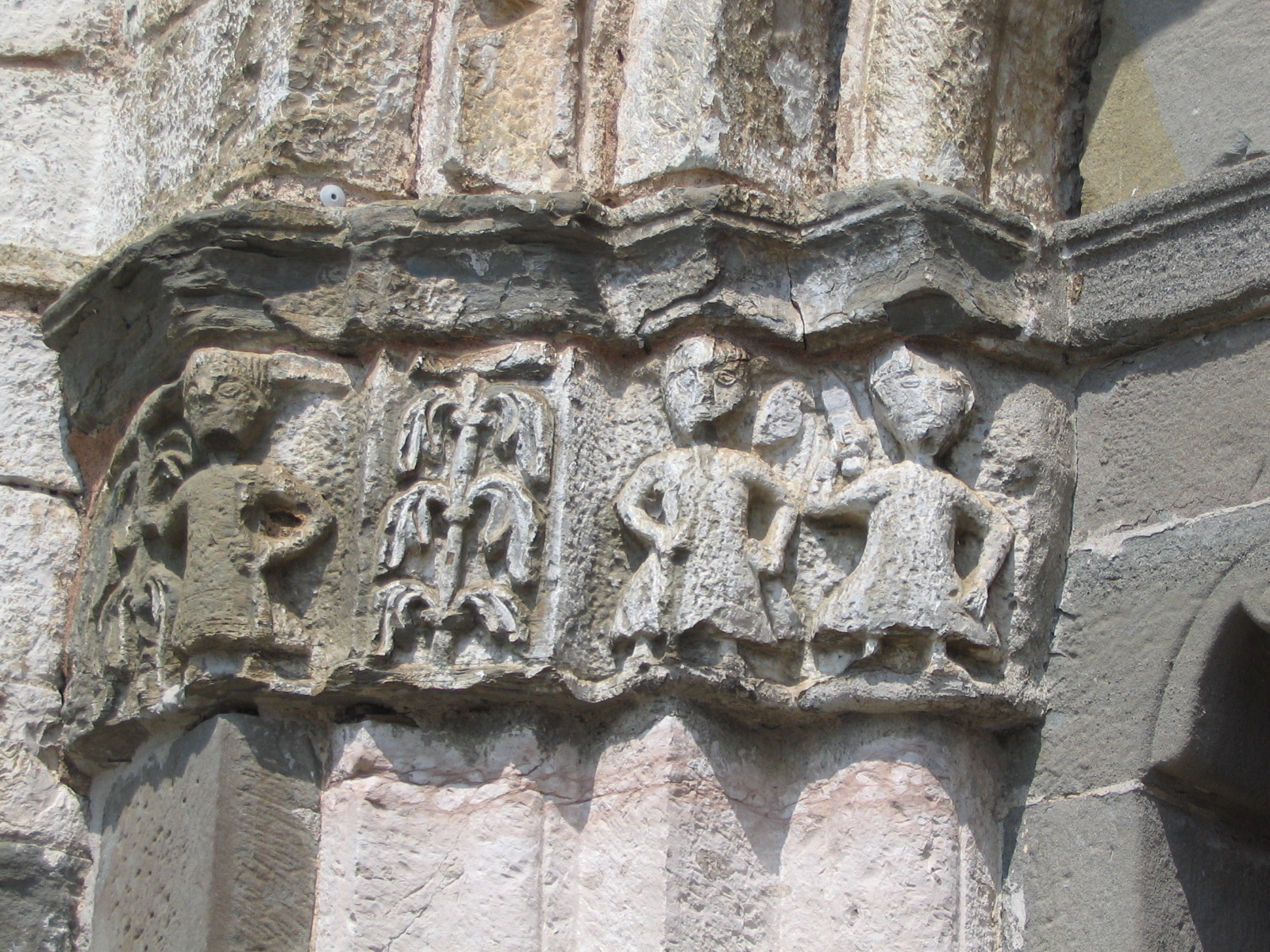
Portale, capitello ovest
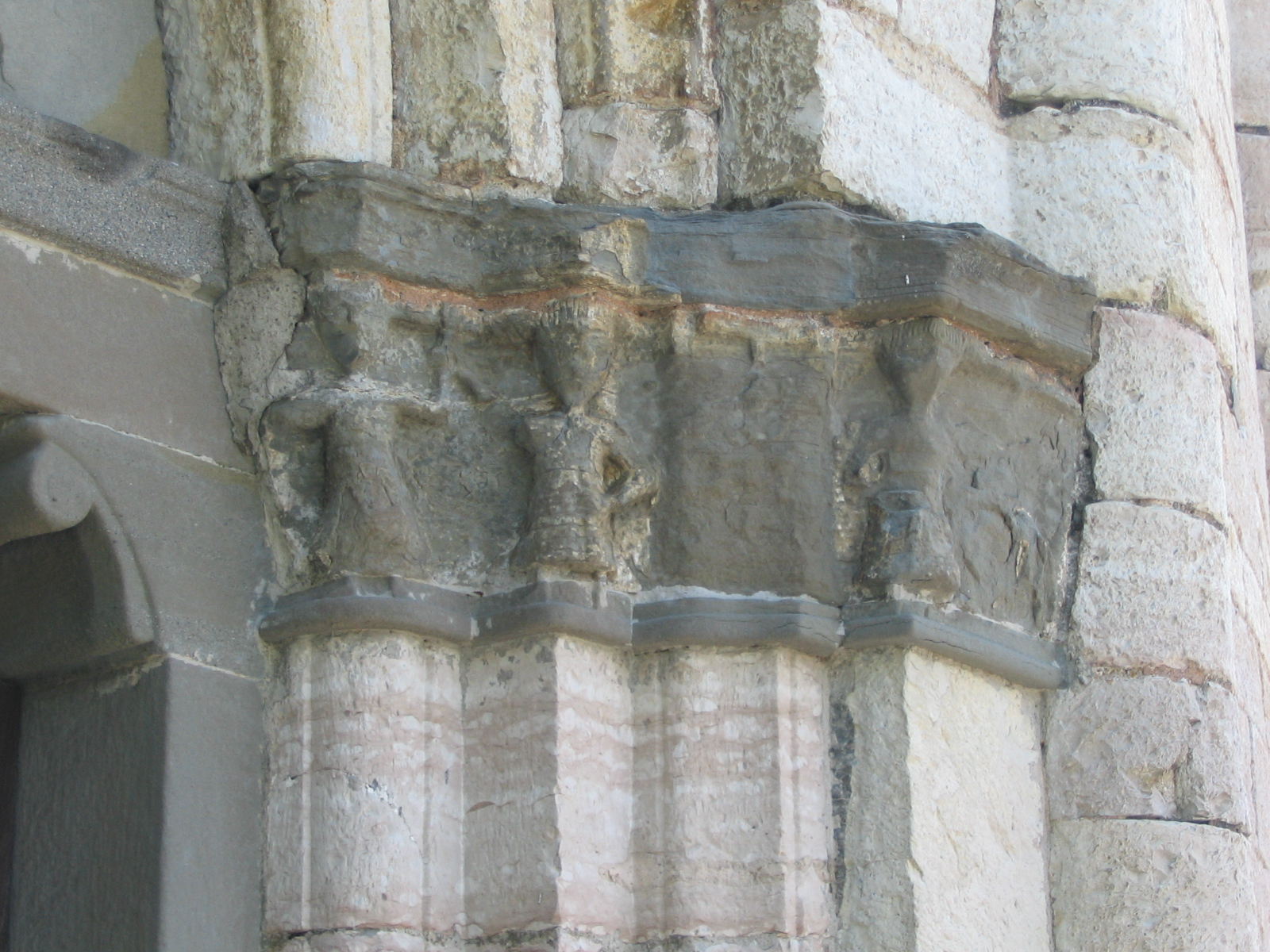
Portale, capitello est
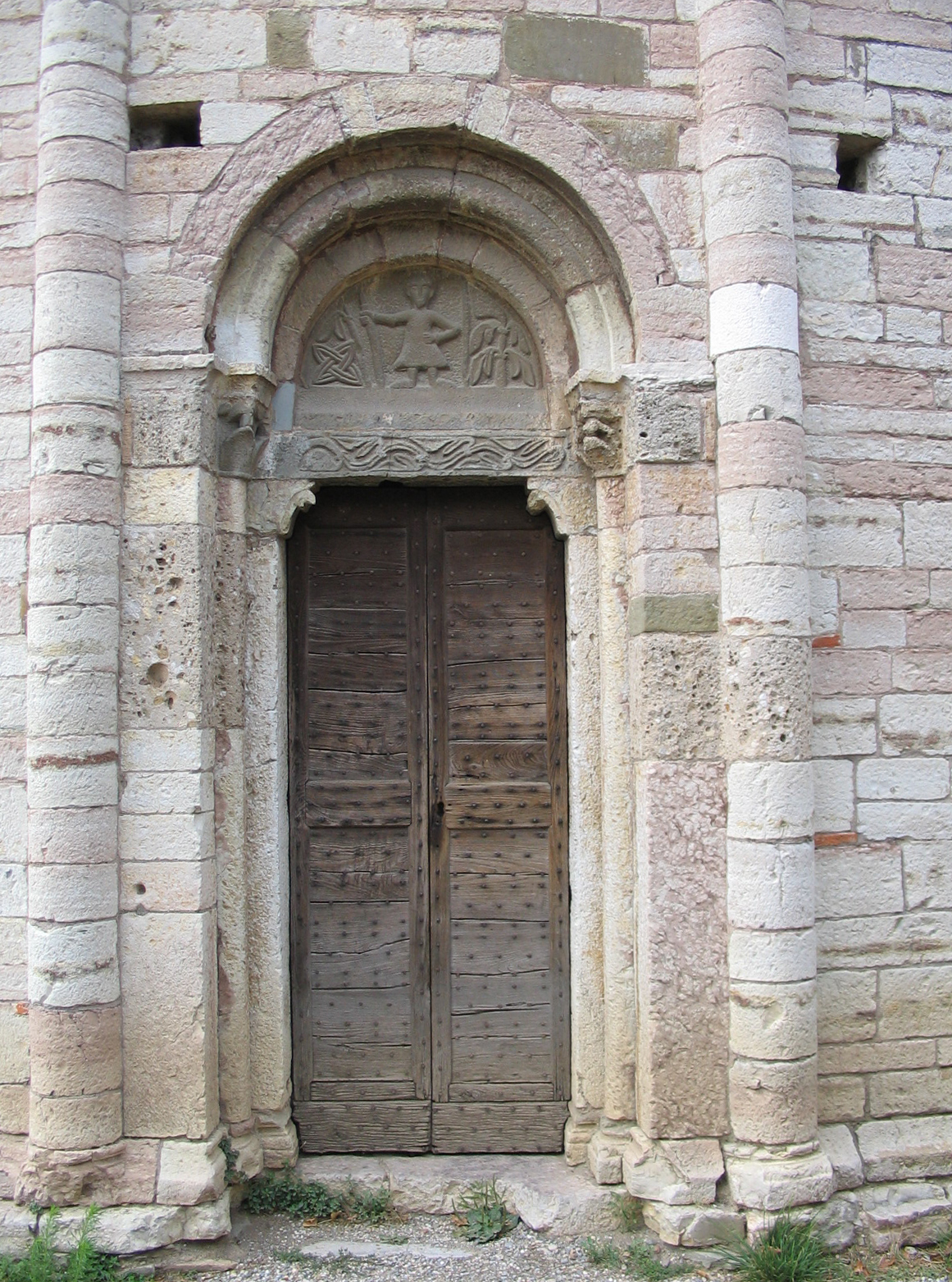
La porta verso il convento
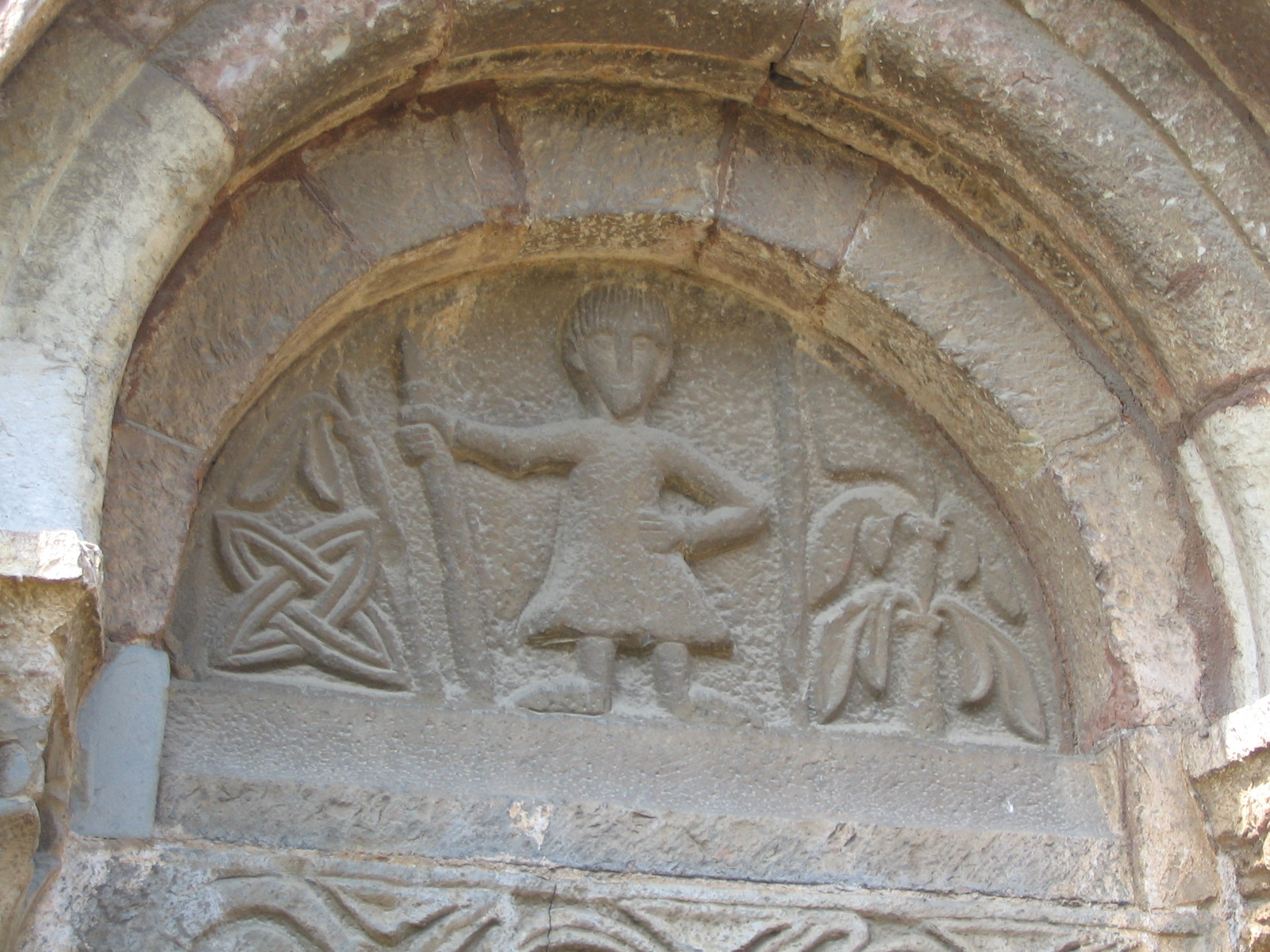
Lunetta
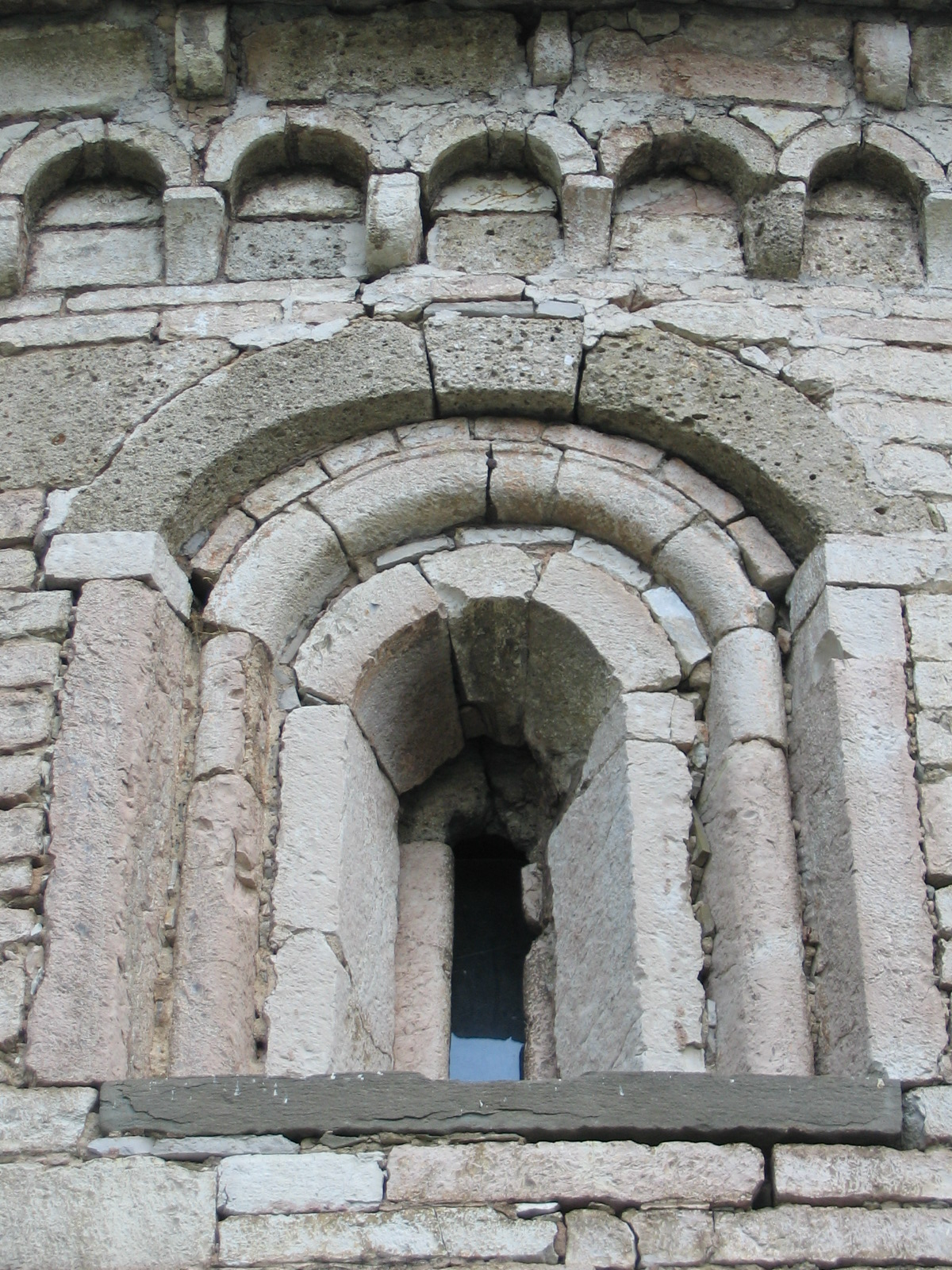
Finestrella
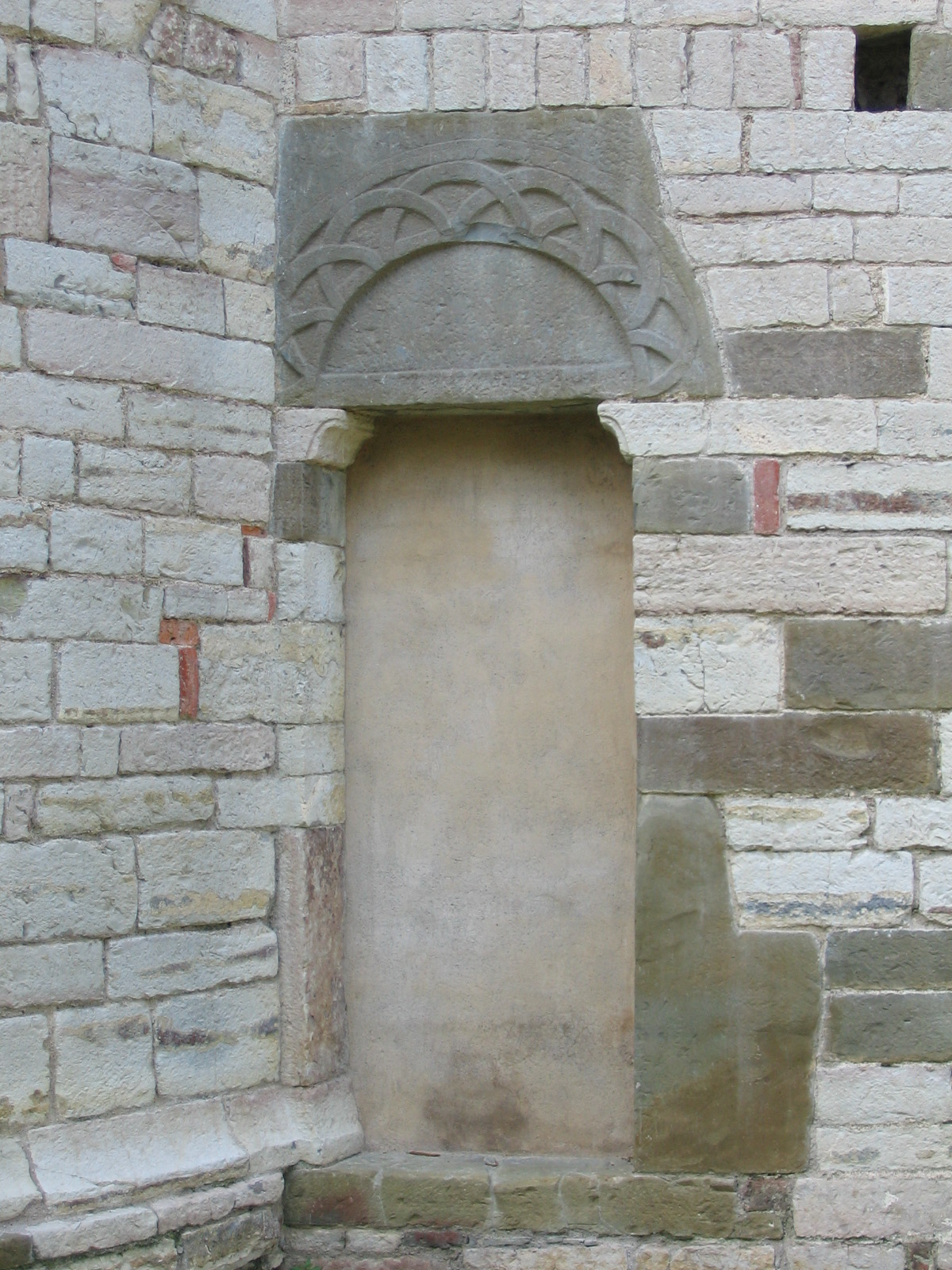
Porta secondaria
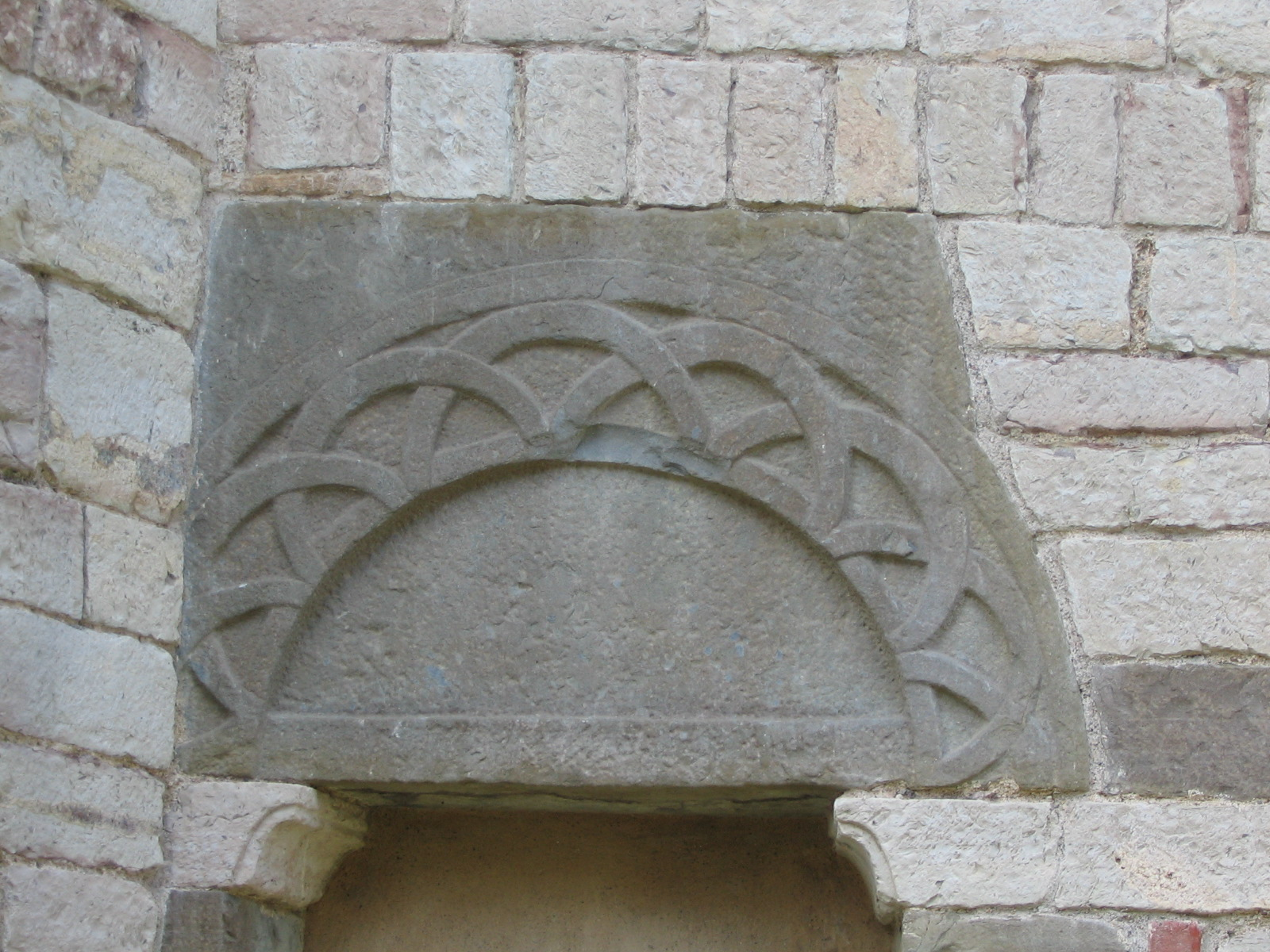
Lunetta
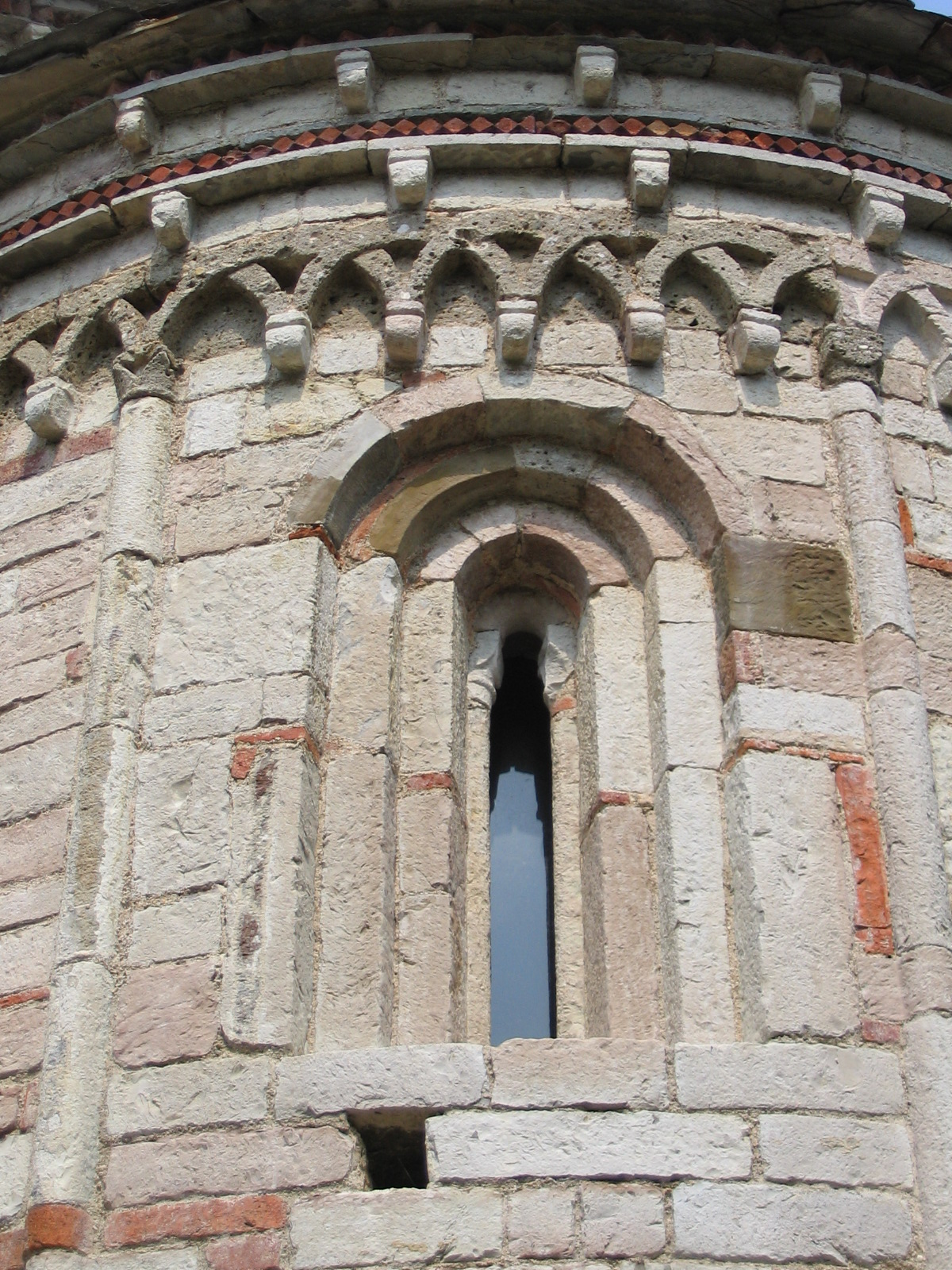
Finestra nell'abside

## Percorsi e itinerari

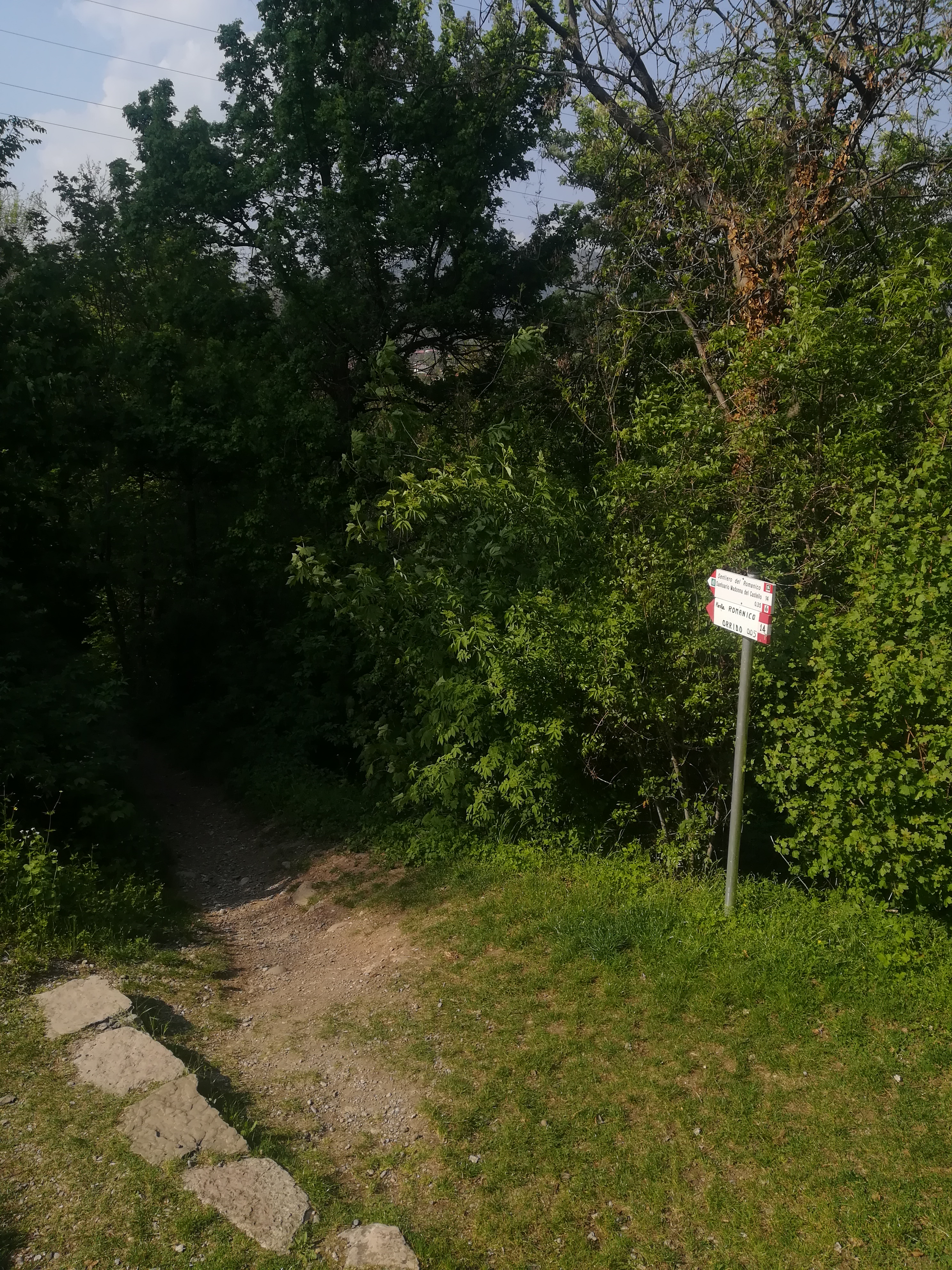
Indicazioni per Madonna del Castello

La Rotonda di San Tomé è facilmente raggiungibile dal Sentiero dell’Agro e tramite i sentieri del Percorso del Romanico degli Almenno, che la collegano ad altre chiese.
Il Sentiero dell’Agro è una ciclopedonale che si snoda nel Parco dell’Agro del Romanico – istituito nel 2013 – per una lunghezza di 1,5 km, collegando la località Cascine, il centro di Almenno San Bartolomeo e San Tomé. Nel 2020 è stato inoltre deciso di prolungare il percorso della ciclovia a 2,5 km, con il fine di valorizzare ulteriormente il paesaggio almennese, ma anche di stimolare il cicloturismo.
Per quanto riguarda il Percorso del Romanico degli Almenno, esso è situato nel territorio del Lemine, comprendente appunto sia Almenno San Bartolomeo sia Almenno San Salvatore. Il percorso collega San Tomé ad altre quattro chiese della zona: Santuario di San Salvatore e Madonna del Castello, Chiesa di San Giorgio in Lemine e San Nicola (Chiesa di Santa Maria della Consolazione (Almenno San Salvatore)) nel comune di Almenno San Salvatore e Santa Caterina di Tremozia nel comune di Almenno San Bartolomeo.

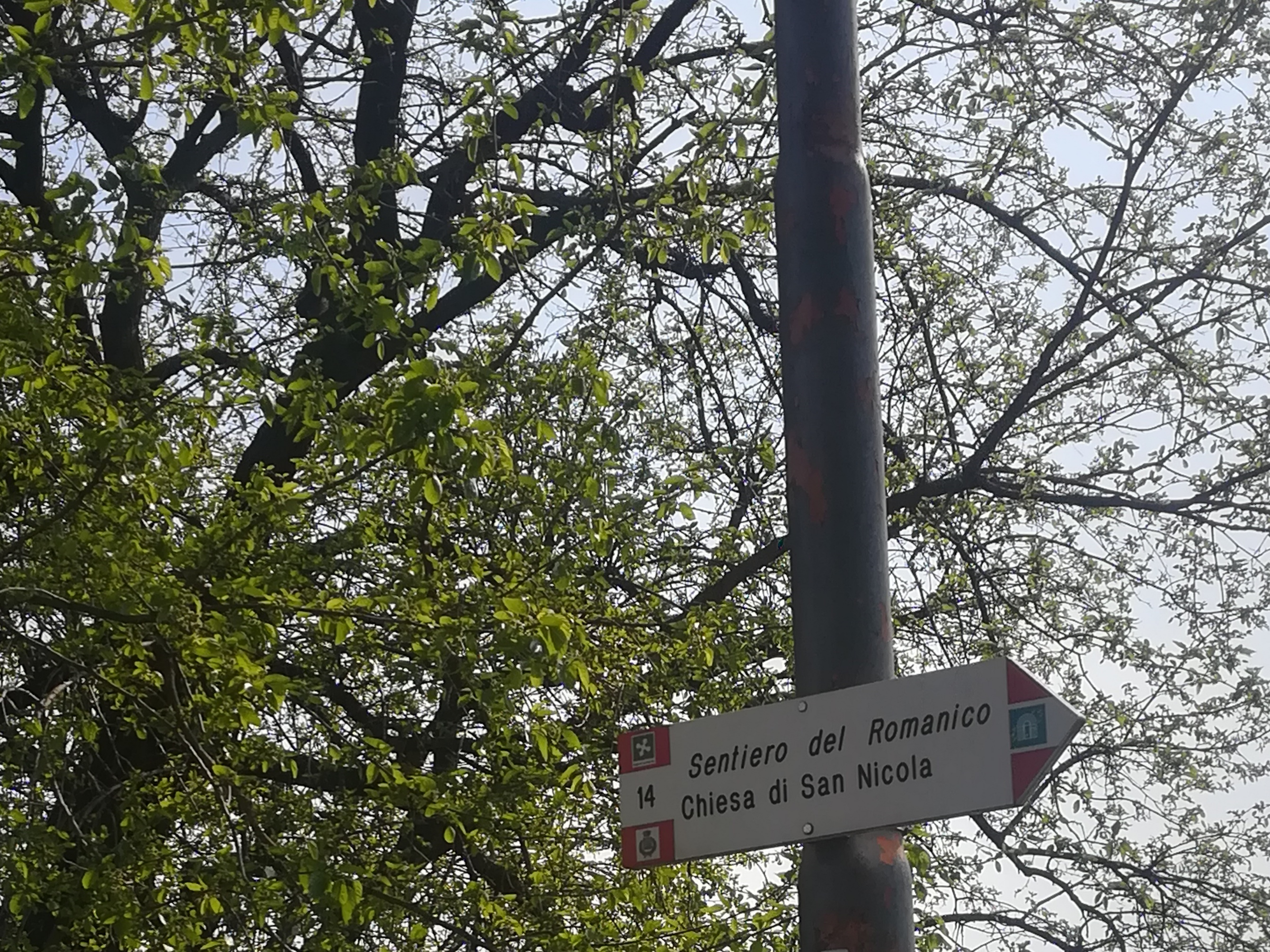
Indicazioni per San Nicola

Il Santuario della Madonna del Castello, noto anche come Pieve di Lemine, nasce dall’unione di tre diverse chiese: il Santuario di Santa Maria del Castello, la chiesa di Pieve di San Salvatore, e una cripta. A poca distanza si trova la Chiesa di San Giorgio, mentre la Chiesa di San Nicola – conosciuta anche come Chiesa di Santa Maria della Consolazione (Almenno San Salvatore) – si trova su una collina circondata da vigneti. Chiesa e convento di Santa Caterina di Tremozia, vicino alla chiesa parrocchiale, si confondono con gli edifici della zona.
Dal punto di vista turistico, quattro chiese su cinque sono gestite dalla Fondazione Lemine (tutte tranne Santa Caterina di Tremozia).
Di fronte alla Rotonda di San Tomé sono presenti indicazioni in direzione San Nicola, mentre sul lato sinistro un sentiero con indicazioni verso il complesso della Madonna del Castello.

## Eventi
Il territorio della Rotonda di San Tomé ospita molteplici eventi e manifestazioni, tra cui:
- "Mercato Agricolo e non solo", organizzato dalla Fondazione Lemine in collaborazione con L’Associazione Mercato&Cittadinanza Valle Imagna e Valle Brembana. Il mercato, che si svolge ogni terza domenica del mese, prevede la vendita diretta di prodotti alimentari artigianali e dimostrazioni manuali di artigianato artistico nella corte dell’ex convento.[43]
- “Festa della Primavera”, organizzata ogni anno dal Comune di Almenno San Bartolomeo in collaborazione con associazioni e gruppi. Prevede visita guidata alla chiesa romanica, giochi per bambini e un concerto finale dell’orchestra locale.[44]
- “Antico Lemine”, festival del Medioevo e del Rinascimento rurale almennese che prevede incontri (tra cui il ciclo di conferenze “Quattro sere d’estate”), spettacoli e visite guidate nel periodo estivo.[45]